# Modena Calcio 1936-1937
Questa pagina raccoglie i dati riguardanti il Modena Calcio nelle competizioni ufficiali della stagione 1936-1937.

## Rosa
| N. |                   | Ruolo | Calciatore          |
| -- | ----------------- | ----- | ------------------- |
|    | Italia (bandiera) |       | Nardino Barbieri    |
|    | Italia (bandiera) | C     | Danilo Bazzani      |
|    | Italia (bandiera) | A     | Enzo Bellini        |
|    | Italia (bandiera) |       | Dante Bergamini     |
|    | Italia (bandiera) | D     | Antonio Bernacchi   |
|    | Italia (bandiera) | A     | Tolmino Casadio     |
|    | Italia (bandiera) | A     | Vasco Cavani        |
|    | Italia (bandiera) | C     | Aldo Dapas          |
|    | Italia (bandiera) | C     | Bruno Dugoni        |
|    | Italia (bandiera) | C     | Astro Galli         |
|    | Italia (bandiera) | C     | Giordano Malagoli I |

| N. |                   | Ruolo | Calciatore              |
| -- | ----------------- | ----- | ----------------------- |
|    | Italia (bandiera) | C     | Vittorio Malagoli II    |
|    | Italia (bandiera) | D     | Luigi Gioacchino Nebbia |
|    | Italia (bandiera) | A     | János Nehadoma          |
|    | Italia (bandiera) | A     | Alfredo Notti           |
|    | Italia (bandiera) |       | Aristide Notti          |
|    | Italia (bandiera) | A     | Carlo Ravizzoli         |
|    | Italia (bandiera) | P     | Secondo Roggero         |
|    | Italia (bandiera) | C     | Vittorio Sentimenti     |
|    | Italia (bandiera) | A     | Erode Toffanetti        |
|    | Italia (bandiera) | C     | Edmondo Vitali          |
|    | Italia (bandiera) | A     | Otello Zironi           |